# Адилов, Каиржан Наукебаевич
Каиржан Наукебаевич Адилов (каз. Қайыржан Нәукебайұлы Әділов; 24 мая 1936, с. Пушкино, Бухар-Жырауский район, Карагандинская область — 2014) — советский и казахстанский учёный-горняк, доктор технических наук (1980), профессор (1981), член-корреспондент АН Казахстана (1989).

## Биография
Родился в селе Пушкино (ныне Акбел) Бухар-Жырауского района Карагандинской области 24 мая 1936 года. Происходит из подрода каржас (каз. қаражас) рода суйиндык (каз. cүйіндік) племени аргын (каз. арғын).
В 1958 году окончил Карагандинский политехнический институт. С 2004 года — профессор кафедры ПРПИ КазНТУ.
Автор 10 монографий. Основные научные труды в области совершенствования технологии разработки угольных месторождений.

## Сочинения
- Совершенствование технологии подземной разработки пластовых месторождений. - М., 1979.
- Поточная технологии угледобычи на шахтах. - М. 1991.